# Idaea numidaria
Idaea numidaria är en fjärilsart som beskrevs av Lucas 1849. Idaea numidaria ingår i släktet Idaea och familjen mätare. Inga underarter finns listade i Catalogue of Life.